# Kolokoba
Kolokoba is een gemeente (commune) in de regio Sikasso in Mali. De gemeente telt 7700 inwoners (2009).
De gemeente bestaat uit de volgende plaatsen:
- Bowara
- Diassaba
- Dozanso
- Kaniéna
- Kolokoba
- Kolokodéni
- Lobouara
- Loupiasso
- Missasso
- N'Gondaga
- Nampilizidougou
- Niantasso
- Sanzana
- Zanadougou